# Mehá
Mehá o San Vicente de Mehá (llamada oficialmente San Vicente de Meá) es una parroquia del municipio de Mugardos, en la provincia de La Coruña, Galicia, España.

## Entidades de población
Entidades de población que forman parte de la parroquia:
- La Pedreira (A Pedreira)
- O Coto
- Rilo
- Seaña (A Seaña)
- A Areosa
- O Bailón
- A Barca
- O Capricho
- O Castro
- Os Casás
- Catro Camiños
- A Cañota
- Chantelos
- Os Corzás
- O Cristo de Meá
- A Cruz de Meá
- O Feal
- As Fieiteiras
- O Galiñeiro
- Novás
- O Penedo
- A Penela
- O Souto da Cana

## Demografía
| Gráfica de evolución demográfica de Mehá entre 2000 y 2018 |
|                                                            |
| Población de derecho según el padrón municipal del INE     |